# 10856 Bechstein
10856 Bechstein este un asteroid din centura principală de asteroizi.

## Descriere
10856 Bechstein este un asteroid din centura principală de asteroizi. A fost descoperit pe 4 martie 1995 la Tautenburg de Freimut Börngen. Asteroidul prezintă o orbită caracterizată de o semiaxă mare de 3,17 ua, o excentricitate de 0,24 și o înclinație de 25,9° în raport cu ecliptica.